# Vad Imre
Vad Imre (1923–2001) Kossuth-díjas traktoros, a túrkevei gépállomás műhelyvezetője, brigádvezető.

## Élete
1953-ban Munka Érdeméremmel tüntették ki. 1954-ben megkapta a Kossuth-díj bronz fokozatát, az indoklás szerint Vad Imre „jó szervező, és lelkiismeretes munkával az időszaki tervek teljesítését fokról fokra emelte, 1953-ban éves tervét 185 százalékra teljesítette.”